# 中山寛樹
中山 寛樹（なかやま ひろき、1983年3月12日 - ）は、日本の登山家、外洋セーラー、実業家。株式会社コペル代表取締役。片仮名表記のナカヤマ ヒロキ名義を使用することもある。

## 経歴・人物
富山県高岡市出身、東京都在住。ネパールの未踏峰「Hongu Sura Peak」(6,764m) への初登頂、外洋ヨットレース「ミニトランザット」への挑戦で知られる。
飲食会社取締役を経て、2019年に株式会社コペルを設立。その後、登山やセーリングの分野で本格的な活動を開始。身長181cm、体重68kg。活動の様子を、自身のSNSやYouTubeチャンネルで発信している。

### プロジェクト理念
中山は以下の4つの軸で活動している。
1. 記録の達成：ミニトランサット完走および未踏峰登頂の両達成
2. 次の挑戦：地球一周レースなど国際的冒険への挑戦
3. 日本人のプレゼンス向上：国際舞台での挑戦を通じた発信
4. 環境保護活動：カーボンニュートラル、海洋保全などへの貢献

## 主な実績

### 登山
- 2017年：Ama Dablam（6,812m）登頂
- 2019年：Aconcagua（6,960m）単独登頂
- 2019年：Hongu Sura Peak（6,764m）未踏峰初登頂（アルパインスタイル）

### セーリング
- 2024年：Plastimo Lorient Mini - 24位 / 41艇[3]
- 2024年：Mare Nostrum - 9位 / 21艇
- 2024年：Mini Barcelona - 8位 / 25艇

## 登山活動
2017年に登山を開始し、同年にネパール・ヒマラヤのAma Dablam（6,812m）に登頂。2019年にはアコンカグア（6,960m）を単独登頂。同年、ネパールの未踏峰「Hongu Sura Peak（6,764m）」において、酸素ボンベや荷揚げ支援を用いないアルパインスタイルによる初登頂に成功。。
そのほか、アイスクライミング、ロッククライミングを行っている。所属団体は「Japan Expert Climbers Club」。
2019年より、イタリアのアウトドアブランド「Ferrino（フェリーノ）」の日本公式アンバサダーを務めている。Ferrino公式サイト。

## 外洋セーリング活動
2024年よりフランス・ブルターニュ地方ラ・トゥルバルを拠点に外洋ヨットレースへ本格参戦。「ミニトランザット 2025」への出場を目指し、以下の通り複数のレースに参戦している。所属団体は「La Turballe Course au Large」。

### 主な戦績 (2024 - 2025年)
| 年月       | 開催海域              | レース名              | 形式            | 距離    | 結果                   | コ・スキッパー   |
| ---------- | --------------------- | --------------------- | --------------- | ------- | ---------------------- | ---------------- |
| 2024年4月  | フランス              | Plastimo Lorient Mini | 男女混合2人乗り | 110NM   | 24位 / 41艇            | Margot Pilet     |
| 2024年5月  | フランス              | LA Pornichet Select   | 単独            | 230NM   | 31位 / 68艇            |                  |
| 2024年5月  | フランス              | Mini en Mai           | 単独            | 500NM   | 船損傷によりリタイア   |                  |
| 2024年6月  | フランス              | MINI Fastnet          | 2人乗り         | 600NM   | リタイア               | Margot Pilet     |
| 2024年6月  | フランス/アイルランド | クラスルール航海      | 単独            | 1,000NM | 完了                   |                  |
| 2024年7月  | フランス              | Calvados Cup3         | 単独            | 500NM   | 完走（オーバータイム） |                  |
| 2024年8月  | スペイン              | Mare Nostrum          | 2人乗り         | 500NM   | 9位 / 21艇             | Riccardo Gnocchi |
| 2024年9月  | スペイン              | Mini Barcelona        | 単独            | 150NM   | 8位 / 25艇             |                  |
| 2024年11月 | スペイン              | Palma-Mellia-Palma    | 2人乗り         | 1,000NM | 16位 / 33艇            | Tristan David    |
| 2025年4月  | フランス              | Plastimo Lorient Mini | 男女混合2人乗り | 250NM   | 22位 / 51艇            | Luise Raux       |
| 2025年5月  | フランス              | LA Pornichet Select   | 単独            | 300NM   | 出場予定               |                  |

## スポンサー・サポート
- Helly Hansen Japan - ブランドアンバサダー
- Hospitality Operations - スポンサー[7]
- 辻・本郷スマートアセット株式会社 - スポンサー[8]

## メディア出演
- 2020年3月25日、渋谷クロスFM「清良のハッピー☆DREAM☆プロジェクト」に出演。
- 月刊『Kazi』への掲載履歴あり[9]。
- 2020年2月2日・9日、FMヨコハマ『Baile Yokohama』（ナビゲーター：目崎雅昭）に2週連続でゲスト出演し、ヒマラヤ遠征や冒険観について語った[10]。